# Styaks Swamp
Styaks Swamp ist einer der Vulkane des Auckland Volcanic Field. Der 200 Meter breite Explosionskrater mit umgebendem Tuffring befindet sich nördlich von Green Hill im südöstlichen Teil Aucklands. Im Krater gab es einst einen Sumpf, heute ist er von Industrie überbaut.